# Isoterma de Freundlich
La isoterma de adsorción de Freundlich o ecuación de Freundlich es una isoterma de adsorción, que es una curva que relaciona la concentración de un soluto en la superficie de un adsorbente, con la concentración del soluto en el líquido con el que está en contacto. Fue desarrollada por el matemático, físico y astrónomo alemán Erwin Finlay Freundlich. Básicamente hay dos tipos de isotermas de adsorción bien establecidas: la isoterma de adsorción de Freundlich y la isoterma de adsorción de Langmuir.

## Isoterma de adsorción de Freundlich
La isoterma de adsorción de Freundlich se expresa matemáticamente como:

{\displaystyle \ x/m=Kp^{1/n}}

o:

{\displaystyle \ x/m=Kc^{1/n}}

donde 
- {\displaystyle x} es la masa de adsorbato
- {\displaystyle m} es la masa de adsorbente
- {\displaystyle p} es la presión de equilibrio del adsorbato.
- {\displaystyle c} es la concentración de equilibrio del adsorbato en disolución.
- {\displaystyle K} y {\displaystyle 1/n} son constantes para un adsorbato y adsorbente dados, y para una temperatura particular.

## Isoterma de adsorción de Langmuir
La isoterma de adsorción de Langmuir describe cuantitativamente el depósito de una gran capa de moléculas sobre una superficie adsorbente como una función de la concentración del material adsorbido en el líquido con el que está en contacto. Dicho de otra forma, también puede definirse como una deposición bi-capa. La forma de la isoterma, asumiendo que el eje X se representa la concentración de material adsorbente en contacto con el líquido es una curva gradual y positiva que se va allanando hasta llegar a un valor constante. A menudo se representa como una adsorción en la superficie inicial seguida por un efecto condensación como resultado de la extremadamente fuerte interacción soluto-soluto. En cromatografía, no es común la isoterma de Freundlich, y la mayoría de los procesos de adsorción se describen mejor con la isoterma de Langmuir.